# Distrito de Chichester
Chichester es un distrito no metropolitano del condado de Sussex Occidental (Inglaterra). Tiene una superficie de 786,32 km². Según el censo de 2001, Chichester estaba habitado por 106 450 personas y su densidad de población era de 135,38 hab/km².